# 檢驗醫學

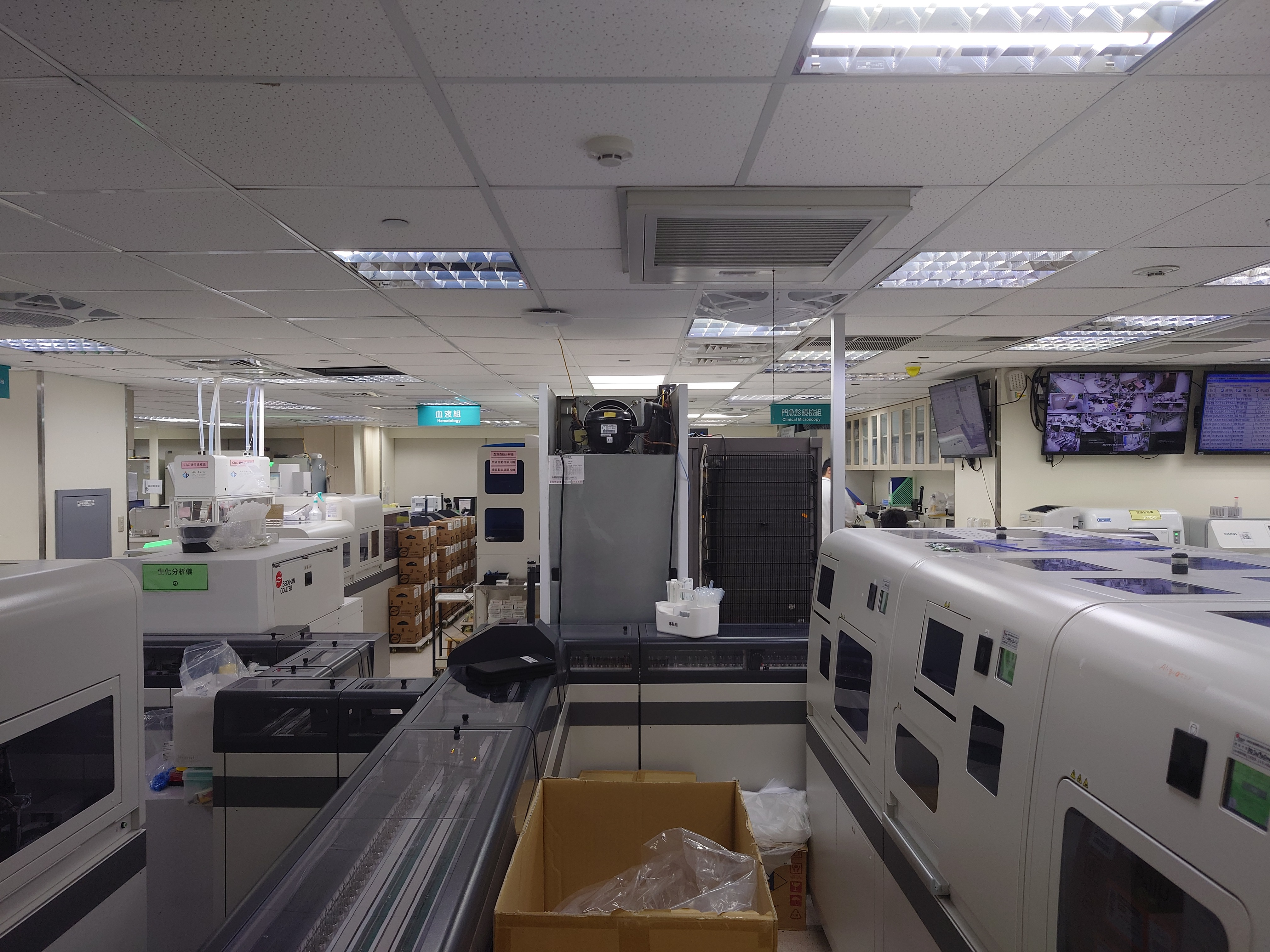
臺北馬偕紀念醫院醫事檢驗科

检验医学，又称为实验室医学、化验、医学检验，主要是利用實驗室的各項工具，協助預防醫學中對健康狀態及生理功能的評估，臨床醫學中疾病的診斷、評估、治療及追蹤等。檢驗醫學也是醫學研究的一個重要部分，其本身的發展與應用，均為醫學的進步帶來極大的貢獻與實證。
檢驗醫學所涵盖的範圍極為廣泛，如血液檢查、血清學檢查、各種體液的顯微鏡檢查、生化檢查、免疫學檢查、微生物學檢查(含致病性的病毒、衣原體、立克次體、細菌、寄生蟲等)、細胞學檢查、各種組織及器官的病理學檢查，甚至在有些国家和地区还包括各種生理功能的檢查(如腦波檢查、各種神經功能檢查、肌電圖、心電圖、聽力檢查等等)，且其內容與應用的發展極其迅速。
因在診斷上所需的各種檢驗越來越多且又複雜，致使檢驗醫學逐漸成為一門專業，現今主要負責檢驗醫學的專業醫事人員為醫檢師，台灣大專院校的醫學院中設有醫技系；香港理工大學則設有醫療化驗科學學位課程，以培育醫檢專業人才。

## 教学分工
检验医学一般划分为四大部分，而每个部分又进一步细分为许多较小的单元。这四大部分分别是：
- 解剖病理学：下属单元包括组织病理学、细胞病理学和电子显微镜检查。从学术上来说，每个单元分别单独开设一门课程。与本部分有关的其他课程包括解剖学、生理学、组织学、病理学和病理生理学。
- 临床微生物学: 这是检验医学之中最大的部分，因为其包括五个不同的学科（单元），即细菌学、病毒学、寄生虫学、免疫学和真菌学。
- 临床生物化学：教学任务繁忙，下属单元包括仪器分析、酶学、毒理学以及内分泌学。
- 血液学：这部分的教学工作规模不大，但却并不轻松。血液学部分分为两个单元，即凝血功能和血库

与子专业细胞遗传学配合学习的课程是遗传学。

## 医学实验室
医学实验室，又称为临床实验室， 是指在其中针对临床标本进行各种试验，或者说完成形形色色的实验室检验项目，以便获得病人健康状况信息的一种实验室。实验室检验项目是任何病人病情检查工作之中不可或缺的组成部分，而且其比重会占到医师诊断和治疗选择的80%。

### 医学实验室的类型
在许多国家，处理大多数医学标本的实验室主要有两种类型。
- 医院实验室：隶属于某家医院，负责完成针对病人的实验室检验项目。
- 私立实验室（或者社区实验室）：接收和分析检测由全科医师、保险公司以及其他健康门诊所送检的标本。这些实验室亦可称为参比实验室（reference laboratories），其中还开展有更多并不常见且晦涩难懂的实验室检验项目。

对于极其专业化的试验项目，则可以将样品送往研究实验室。
不同的实验室之间可能会彼此送检许多不常见试验项目的标本。特定一家实验室专门开展某项罕见的试验项目，从其他实验室那里接收标本（和费用），而同时又把自己无法完成试验项目的标本送出去，这样做会更加经济划算。
在许多国家，按照所开展检验项目的类型，尚可将医学实验室主要分为三种类型：
1. 临床病理学实验室：主要开展血液学、组织病理学、细胞学以及常规病理学方面的检验项目；
2. 临床微生物学实验室：主要开展细菌学、分支杆菌学、病毒学、真菌学、寄生虫学、免疫学以及血清学方面的检验项目；
3. 临床生物化学（简称为临床生化或生化）实验室: 生物化学分析、激素测定等。

血库：通常是一个单独的科室。其实验室需要开展那些可能在血液之中发现的传染病方面的微生物学分析。病理学方面要开展的血型鉴定与交叉配血以及一些相关的血液学检验项目。另外，还可能需要负责通讯联系的部门来协调血液捐献工作等等。

### 临床实验室职责分工
随着组织机构和地区的不同，临床实验室在医疗机构内的分布情况迥然各异。比如，就拿微生物学来说，有些医疗机构设有单独的微生物学实验室，而另外一些则为每个具体的子专业都设有单独的实验室，但就是没有所谓的“微生物学”实验室。
如下是各个具体子专业实验室职责的详细划分：
- 微生物学实验室接收几乎任何的临床标本，包括拭子、粪便、尿液、血液、痰液、脑脊液、滑膜液以及可能发生感染的组织。微生物学实验室主要负责培养，以便查找可疑的病原体；一经发现，还会进一步利用生物化学试验对其进行鉴定 (微生物学)。另外，还会进行药物敏感性试验，以便确定该病原体对于所建议的某种药物究竟是敏感 (微生物学)还是耐药 (微生物学)。微生物学检验结果之中往往报告有已经获得鉴定的微生物以及应当为相应病人开出的药物的类型和剂量。

- 寄生虫学是微生物学的一个子专业，而此类实验室负责的是检查寄生虫。最为常见的标本是粪便。不过，血液、尿液和痰液等标本之中也可能存在寄生虫。

- 病毒学实验室负责血液、尿液和脑脊液等标本之中病毒的鉴定工作。

- 血液学实验室采用全血标本来进行全血细胞计数和血液涂片检查。

- 凝血功能实验室需要采用枸橼酸抗凝的血液标本来测定凝血时间和凝血因子。

- 临床生物化学实验室通常接收的是血清标本。此类实验室利用血清来检测存在于血液之中的化学物质。此类分析物包括种类繁多的物质，如脂类、血糖（包括葡萄糖等糖类）、酶类和激素。

- 毒理学实验室主要负责药品和娱乐药物方面的试验项目。向此类实验室送检的标本包括尿液和血液样品。

- 免疫学/血清学实验室则是以抗原－抗体相互作用的概念作为其基本的诊断工具。 另外，同时还负责确定所移植器官的相容性。

- 免疫血液学实验室或者说血库负责确定血型以及对供血者和受血者进行相容性检测。同时，此类实验室还负责制备血液成分、衍生制剂以及其他血液制品，供输血之用。

- 尿液分析实验室负责检测尿液标本之中的许多分析物。有些医疗保健服务提供方设有尿液分析实验室，而其他的则没有配备。不过，他们的各个尿液分析子项目而是在相应的子专业实验室内进行的。如果需要检测尿液之中的化学物质，则由临床生物化学实验室来处理标本，而当适合做细胞检查时，则应当把标本送交细胞病理学实验室，如此等等。

- 组织病理学实验室负责处理从体内移除的实体组织（活检），以便在微观层次上进行评价。

- 细胞病理学实验室负责检查来自全身各处（如宫颈）的细胞涂片，以寻求有关炎症、癌症及其他疾病情况的证据。

- 遗传学实验室主要负责DNA分析。

- 细胞遗传学实验室涉及到利用血液或其他细胞来获得某种核型。此类检查可有助于产前诊断（如唐氏综合征）以及癌症诊断（比如，某些癌症具有异常的染色体）。

- 手术病理学实验室负责检查外科手术（如乳房切除术）之中进行活检的器官、肢体、肿瘤、胎儿及其他组织。

## 实验室信息学
如今，由计算机程序和计算机所构成的一种系统将形形色色的医学实验室联系为一个整体。这种系统就是实验室信息系统（Laboratory information system）。LIS用于交换有关病人、实验室检验项目申请以及实验室检验结果的数据。LIS与医院信息系统（Hospital Information System）之间通过接口相互连接。
LIS系统使得医院和实验室能够针对每位病人，提出正确的实验室检验项目申请，跟踪记录具体病人或者标本的历史，有助于保证获得更高质量的结果，并且可打印输出实验室检验结果的硬拷贝，以便用于病历资料的编纂以及供医生查阅。

## 实验室检验结果的分析、确认和解释
依据ISO 15189标准的要求，所有的实验室检验结果都必须经过具有相应资质的专业人员的核对。在这个阶段，临床实验室中常常需要病理学家或临床生物学家之类的医务人员。为了验证和确认正常结果或者未经修正的结果，一些软件可以辅助完成这个阶段的工作。为了向医师解释实验室检验结果，有时也需要此类医务人员。对于通过电话告知的简单结果或者技术性问题，则常常由实验室技师来向注册护士作出解释。
在有些国家，这些检验科室完全是由某位专业病理学家来领导，而在其他国家，科室主任则可能是医学或非医学专业的某位顾问。在许多国家，临床科学工作者有权解释和讨论自己学科领域范围内的实验室检验结果，而在欧洲，他们则至少需要具备硕士学位，或者还可能要具备博士学位，而且可能还要具有相当于医务人员的结业资格，如英国的FRCPath（英国皇家病理科医学院荣授院士，英国皇家病理学院荣誉院士）。
在法国，只有解剖病理学或临床生物学专业的医务人员（药学士和医学士）才能讨论实验室检验结果，而临床科学工作者则不然。

## 医学实验室认可
医学实验室的可信程度对于病人的健康和安全来说至关重要，而这一点则依赖于这些实验室所提供的检测服务。当前，医学实验室认可方面现行的国际标准是ISO 15189 － 医学实验室 － 有关质量和能力的特殊要求。
在美国，认可工作是由联合委员会、AABB以及其他的州级机构和联邦政府机构来负责的。另外，临床实验室改进法案修正案（Clinical Laboratory Improvement Amendments），即也对检测和人员方面作出了相应的规定。

### 受控医学词表
- CPT
- ICD
- LOINC
- MeSH
- SNOMED
- SNOMED RT
- SNOMED CT
- UMLS
- 医学主题词E01诊断类代码列表